# 吉見隆頼
吉見 隆頼（よしみ たかより）は、戦国時代の武将。大内氏の家臣。石見吉見氏10代当主。

## 出自
石見国の国人である石見吉見氏は、鎌倉幕府初代将軍源頼朝の弟・範頼を遠祖とする清和源氏の支流・吉見氏の傍流にあたる。

## 生涯
明応8年（1500年）、吉見頼興の次男として誕生。永正7年（1510年）8月17日、長兄・興成（成興）が早世（享年17）したため嫡子となる。隆頼の名乗りは主君の大内義隆より偏諱を受けたものである。大内義興の娘・大宮姫（義隆の姉）を娶る。享禄5年（1532年）4月12日に父・吉見頼興の死去を受け、家督を継承した。
天文9年（1540年）10月16日、先祖ゆかりの源御社（津和野木曽）に参詣したが、その後に向かった山口に滞在中に、何者か（山賊）に殺害され死去、享年41。家督は僧籍にあった弟・正頼が還俗して継いだ。
性格的には文化人であったようで、天文7年（1538年）に先祖ゆかりの地である津和野に「祇園会」を復活させるなど、事績にもその一面が窺える。